# Фраппье, Шарль
Шарль Фраппье (фр. Charles Frappier или фр. Charles Frappier de Mont Benoist, 1813 — 1885) — французский ботаник.

## Биография
Шарль Фраппье родился в 1813 году во французской семье на острове Маврикий. 
Фраппье отличался особым интересом к растениям семейства Орхидные. Он описал несколько десятков видов растений, некоторые из которых были описаны впервые. 
Шарль Фраппье умер в 1885 году. 

## Научная деятельность
Шарль Фраппье специализировался на семенных растениях. 